# Eben am Achensee
Eben am Achensee is een gemeente in het district Schwaz in de Oostenrijkse deelstaat Tirol.

## Geografie
Eben ligt in het Achental, aan de oever van het Achenmeer, boven het Unterinntal. De gemeente bestaat naast het hoofddorp Eben ook uit het toeristische Maurach en het hoteldorp Pertisau. Ook liggen de kernen Hinterriß, Buchau en Bächental in de gemeente.

## Geschiedenis
Sinds 1313 ligt in Eben het graf van de volksheilige Notburga van Eben. De parochiekerk is gewijd aan deze heilige en sinds 2004 bestaat er een Notburgamuseum. Het toerisme naar Eben kwam reeds halverwege de 19e eeuw op gang.

## Economie en infrastructuur
Tegenwoordig is Eben sterk beïnvloed door het toerisme. Per jaar worden er 900.000 overnachtingen geregistreerd, verdeeld over het zomer- en het winterseizoen. Naast het gebied rondom het Achenmeer zijn ook de skigebieden in de Rofan en op de Zwölferkopf van wezenlijk belang.
Eben is bereikbaar vanuit het Inndal. Vanuit het noorden loopt een weg over de Achenpas naar het Achental en dus ook naar Eben. De Achenmeerspoorlijn loopt door de gemeente en er bevinden zich haltes in Eben am Achensee, Maurach en bij het Achenmeer. Op de Achensee wordt in de zomer ook toeristische scheepvaart aangeboden.

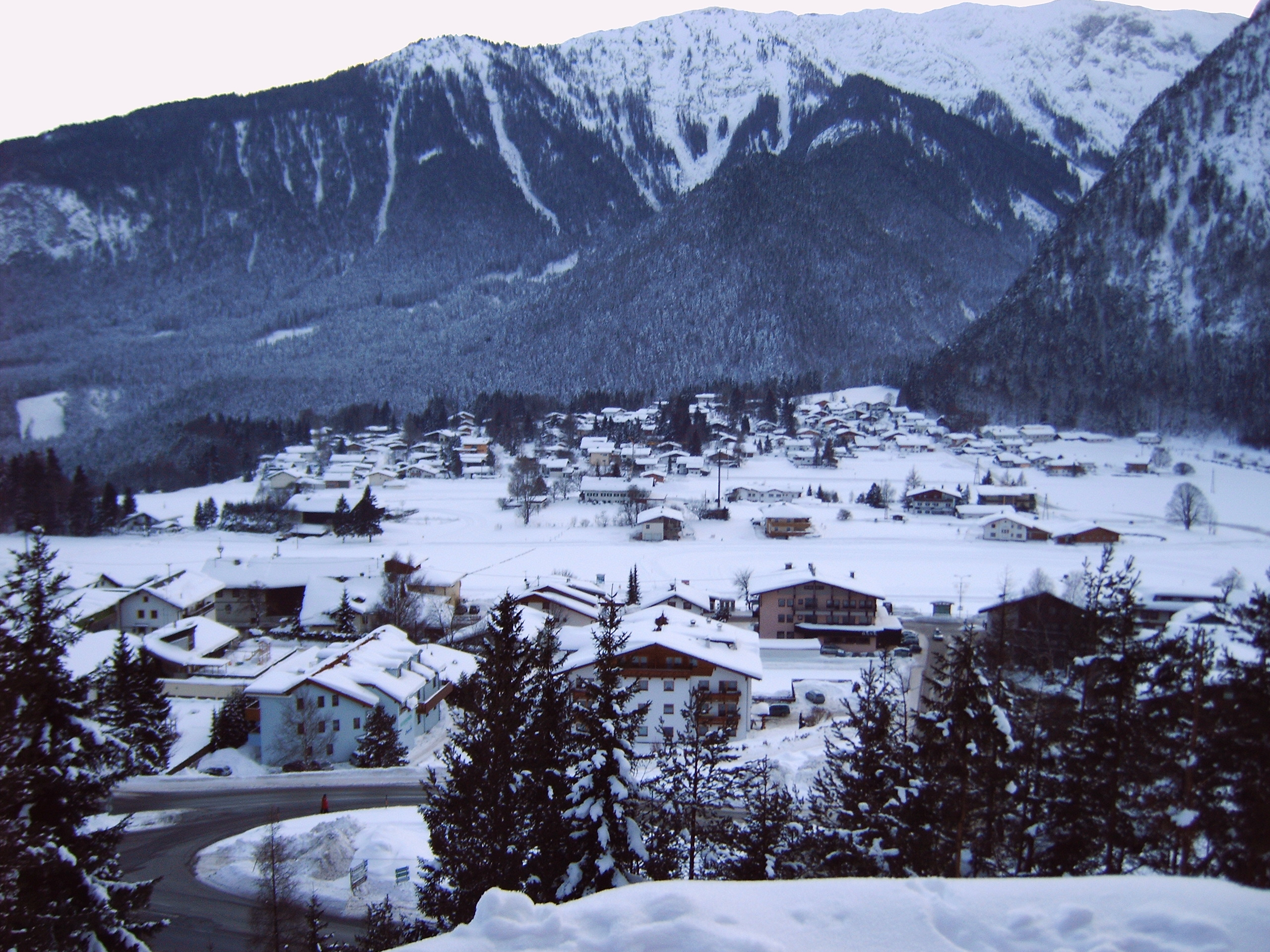
Maurach in de winter
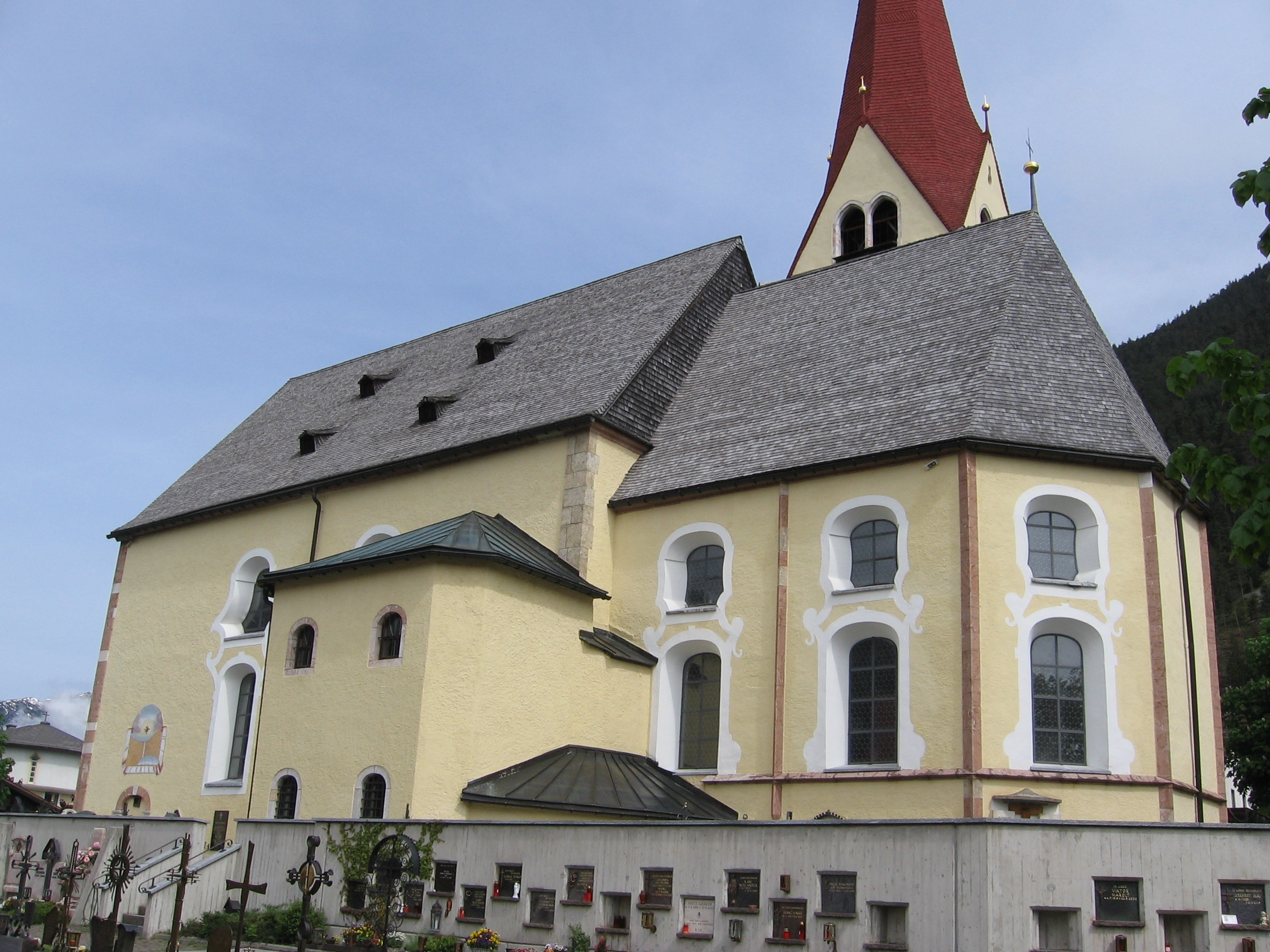
De Notburgakirche in Maurach
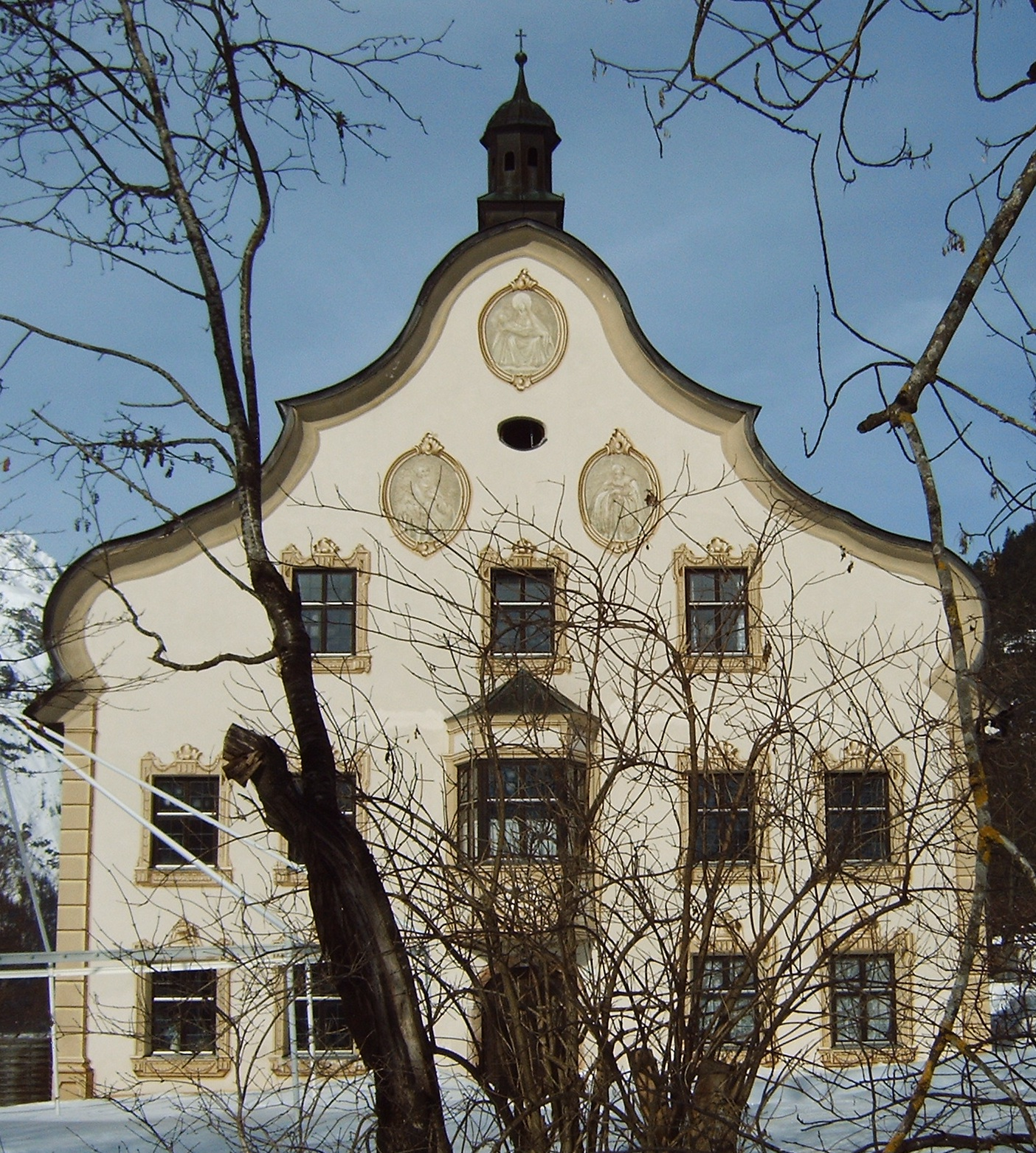
Prälatenhaus im Buchau